# Elliot Watanabe Kitajima
Elliot Watanabe Kitajima (12 de agosto de 1936) é um pesquisador brasileiro, titular da Academia Brasileira de Ciências na área de Ciências Agrárias desde 2002. É pesquisador de fitopatologia, estudando vírus de plantas na  Escola Superior de Agricultura Luiz de Queiroz (Esalq), da Universidade de São Paulo (USP).
Foi condecorado com a comenda da Ordem Nacional do Mérito Científico.